# Романович Марія Теодорівна
Марія Теодорівна Романо́вич (справжнє прізвище — Рожанковська) (нар. 1 липня 1852,    с. Довгополе, тепер  Довгопілля, Вижницький район, Чернівецька область – пом. бл. 1934, Вижниця, Чернівецька область) — українська акторка і співачка. Сестра Теофіли Романович.

## Біографія
Дебютувала на драматичній сцені в 1867 р. у трупі Омеляна Бачинського.
Упродовж 1870 — 1880 років працювала в театрі товариства «Руська Бесіда» у Львові, у 1881 - 1882 роках виступала в приватній трупі своєї сестри Теофіли Романович, у 1883 - 1885 роках виступала в трупі Першого Руського Драматичного Товариства в Чернівцях.
Померла у Вижниці (Буковина).
Амплуа М. Романович — молоді героїні в трагедіях, комедіях та в опереті.
Серед ролей -- Наталка («Наталка Полтавка» І. Котляревського), Маруся («Чорноморці» М. Лисенка), Катерина («Гроза» О. Островського), Амалія («Розбійники» Й.Ф. Шиллера). Виконавиця ролі Галі у виставах драми «Назар Стодоля» Шевченка та учасниця «Апофеозів на могилі Тараса Шевченка».